# جیسون مک‌آتیر
جیسون مک‌آتیر (انگلیسی: Jason McAteer؛ زادهٔ ۱۸ ژوئن ۱۹۷۱) یک بازیکن فوتبال بازنشسته اهل ایرلند است.
از باشگاه‌هایی که در آن بازی کرده‌است می‌توان به بلکبرن، ساندرلند، بولتون و لیورپول اشاره کرد.
وی همچنین سابقهٔ بازی در تیم ملی فوتبال جمهوری ایرلند را دارد و در جام‌های جهانی ۱۹۹۴ و ۲۰۰۲ برای این تیم به میدان رفته‌است.